# 1948년 동계 올림픽 알파인스키

스위스에서의 위치

제5회 동계 올림픽 알파인 스키 경기는 1948년 2월 2일부터 2월 5일까지 스위스 장크트모리츠에서 6개의 종목으로 치러졌다.

## 메달 집계
| 순위 | 국가             | 금메달 | 은메달 | 동메달 | 합계 |
| ---- | ---------------- | ------ | ------ | ------ | ---- |
| 1    | 스위스 (SUI)     | 2      | 2      | 2      | 6    |
| 2    | 프랑스 (FRA)     | 2      | 1      | 2      | 5    |
| 3    | 오스트리아 (AUT) | 1      | 2      | 3      | 4    |
| 4    | 미국 (USA)       | 1      | 1      | 0      | 2    |